# Ciclorecreovía

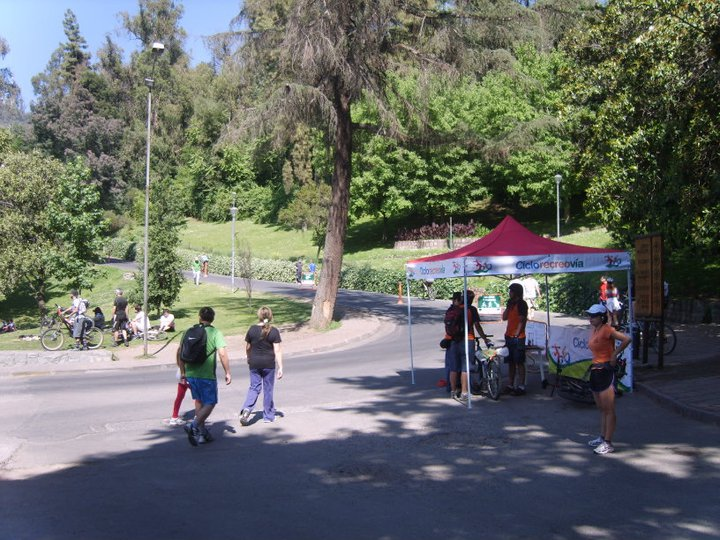
Una estació d'assistència, al Parc Metropolità.

La Ciclorecreovía és un projecte que té lloc a Xile des de l'any 2006 i que, l'any 2011, opera a les comunes de Las Condes-La Reina i en el Parc Metropolità de la Regió Metropolitana de Santiago. A més va operar durant l'estiu a la comuna de San Pedro de la Paz, a la Regió del Bío-Bío. El nombre d'usuaris totals en aquests 2 circuits és de 14.000 persones.

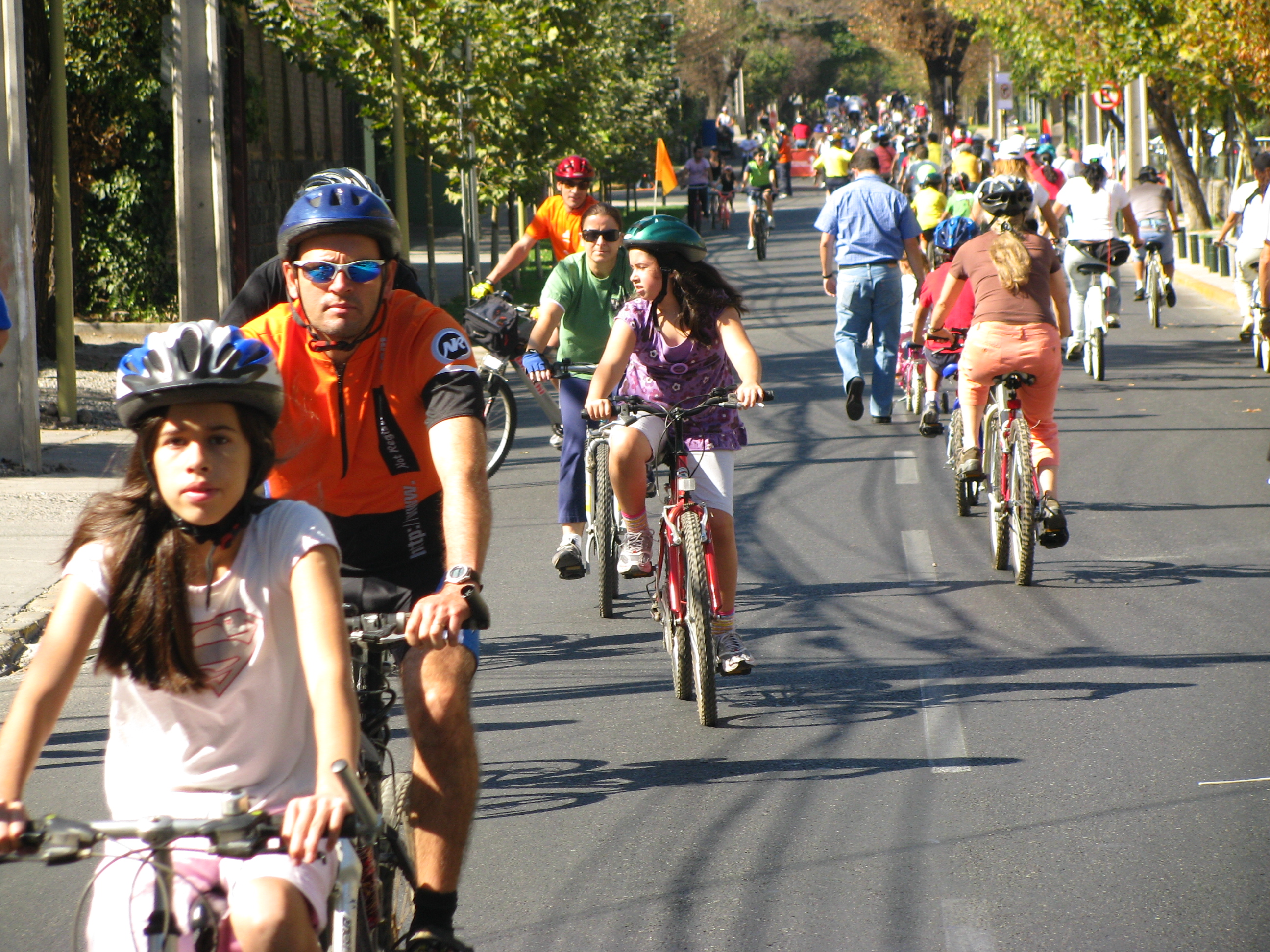
Ciclorecreovía Las Condes-La Reina, per l'avinguda Sánchez Fontecilla.

El projecte CicloRecreoVía consisteix en un circuit de carrers habitualment utilitzats pel trànsit motoritzat i que algunes hores del cap de setmana es tanquen, només podent-hi entrar persones caminant, pedalejant, trotant o en patins. El projecte funciona tots els diumenges (i dissabtes, depenent del circuit), de 9 a 12 hores UTC-3. El que ha aconseguit aquest projecte és que milers de persones cada cap de setmana puguin realitzar activitats esportives i recreatives de manera segura, còmoda i gratuïta. Aquesta iniciativa és el símil del que a Colòmbia és designat com a Ciclovía. El finançament d'aquesta iniciativa està basat en la col·laboració per part d'empreses privades, que es materialitza en la ruta a través de barreres, parades informatives, entre d'altres.
L'objectiu a mitjà termini és sumar avingudes al circuit ja existent. L'anhel que guia la tasca dels organitzadors és que es pugui desenvolupar un gran circuit metropolità, un circuit segur de vies lliures que travessi la ciutat de nord a sud i d'orient a ponent.